# Dumitru Pavlovici
Dumitru Pavlovici (Temesvár, 1912. április 26. – 1993. szeptember 28.) román válogatott labdarúgó, kapus.

## Pályafutása

### Klubcsapatban
1931-ben a Dacia Timișoara csapatában kezdte a labdarúgást. 1933-ban igazolt a Ripensia Timișoara együtteséhez, ahol három bajnoki címet szerzett (1934–35, 1935–36, 1937–38) a csapattal. 1941-ben a CFR Turnu Severin labdarúgója lett. 1943-ban román kupát nyert a csapattal. 1946 és 1951 között a CFR Timișoara csapatában szerepelt és itt vonult vissza az aktív labdarúgástól.

### A válogatottban
1936 és 1942 között 18 alkalommal szerepelt a román válogatottban. Tagja volt a franciaországi világbajnokságon részt vevő csapatnak.

## Sikerei, díjai
Ripensia Timișoara
- Román bajnokság
  - bajnok: 1934–35, 1935–36, 1937–38
- Román kupa (Cupa României)
  - győztes: 1936

 CFR Turnu Severin
- Román kupa (Cupa României)
  - győztes: 1943

## Statisztika

### Mérkőzései a román válogatottban
| Románia | Románia             | Románia                | Románia       | Románia  | Románia      | Románia                | Románia | Románia |
| #       | Dátum               | Helyszín               | Hazai         | Eredmény | Vendég       | Kiírás                 | Gólok   | Esemény |
| ------- | ------------------- | ---------------------- | ------------- | -------- | ------------ | ---------------------- | ------- | ------- |
| 1.      | 1936. május 17.     | Bukarest               | Románia       | 5 – 2    | Görögország  | Balkán-kupa            | -       |         |
| 2.      | 1936. május 24.     | Bukarest               | Románia       | 4 – 1    | Bulgária     | Balkán-kupa            | -       |         |
| 3.      | 1936. október 4.    | Bukarest               | Románia       | 1 – 2    | Magyarország | barátságos             | -       |         |
| 4.      | 1937. július 5.     | Łódź                   | Lengyelország | 2 – 4    | Románia      | barátságos             | -       |         |
| 5.      | 1937. július 8.     | Kaunas                 | Litvánia      | 0 – 2    | Románia      | barátságos             | -       |         |
| 6.      | 1937. július 12.    | Riga                   | Lettország    | 0 – 0    | Románia      | barátságos             | -       |         |
| 7.      | 1937. július 14.    | Tallinn                | Észtország    | 2 – 1    | Románia      | barátságos             | -       |         |
| 8.      | 1938. május 8.      | Bukarest               | Románia       | 0 – 1    | Jugoszlávia  | Eduard Benes kupa      | -       |         |
| 9.      | 1938. június 5.     | Toulouse (FRA)         | Kuba          | 3 – 3    | Románia      | vb-nyolcaddöntő        | -       |         |
| 10.     | 1939. május 7.      | Bukarest               | Románia       | 1 – 0    | Jugoszlávia  | II. Károly király-kupa | -       |         |
| 11.     | 1939. május 18.     | Bukarest               | Románia       | 4 – 0    | Lettország   | barátságos             | -       |         |
| 12.     | 1939. május 24.     | Bukarest               | Románia       | 0 – 2    | Anglia       | barátságos             | -       |         |
| 13.     | 1939. június 11.    | Bukarest               | Románia       | 0 – 1    | Olaszország  | barátságos             | -       |         |
| 14.     | 1939. október 22.   | Bukarest, ANEF-stadion | Románia       | 1 – 1    | Magyarország | barátságos             | -       |         |
| 15.     | 1941. június 1.     | Bukarest, ANEF-stadion | Románia       | 1 – 4    | Németország  | barátságos             | -       |         |
| 16.     | 1942. augusztus 16. | Beuthen                | Németország   | 7 – 0    | Románia      | barátságos             | -       |         |
| 17.     | 1942. augusztus 23. | Pozsony                | Szlovákia     | 1 – 0    | Románia      | barátságos             | -       |         |
| 18.     | 1942. október 11.   | Bukarest               | Románia       | 2 – 2    | Horvátország | barátságos             | -       |         |
|         | Összesen            |                        |               | 18       | mérkőzés     |                        | 0       | gól     |